# Anne-Gaëlle Sidot
Anne-Gaëlle Sidot, née le 24 juillet 1979 à Enghien-les-Bains, est une joueuse de tennis française, professionnelle de 1994 à 2002.

## Biographie

### Carrière sportive
Gauchère promise à un brillant avenir, elle se hisse au 24e rang mondial en simple en 2000, année où elle atteint successivement le 3e tour à Roland-Garros et Wimbledon. Elle fait partie de la fameuse « génération 1979 » qui a fourni cinq joueuses tricolores dans le top 40 mondial avec Amélie Mauresmo, Nathalie Dechy, Séverine Brémond et Émilie Loit.
Déçue par ses résultats et lucide[réf. nécessaire] quant à son réel niveau, elle met un terme à sa carrière à l'issue des Internationaux de France en 2002, à l'âge de 22 ans.
Anne-Gaëlle Sidot a remporté deux titres WTA en double dames. En 1997, elle a été sélectionnée au sein de l'équipe de France de Fed Cup. Elle fait donc partie de l'équipe titrée, après avoir gagné le match de double contre le Japon en quart de finale, associée à Alexandra Fusai. Au cours de sa carrière, elle a battu deux fois des membres du top 10 en exercice : Arantxa Sánchez Vicario, alors no 4, au tournoi de Leipzig 1998 (6-1, 4-6, 6-2) et Amanda Coetzer, alors no 9, au tournoi de Toronto 1999 (5-7, 6-4, 6-4).

### Reconversion
Elle est intervenue ponctuellement comme consultante pour la chaîne de télévision Sport+ et comme chroniqueuse lors de l'émission Tennis Club durant la quinzaine de Roland-Garros sur France 4.
Elle est chargée de gestion des partenariats à la Fédération française de tennis.

### Vie privée
Elle a été mariée quatre ans à Mickaël Landreau, alors gardien de but au Football Club de Nantes et de l'équipe de France. Elle a trois enfants dont une fille prénommée Ombeline, née en 2012.

## Palmarès

### Titres en double dames
| No | Date       | Nom et lieu du tournoi | Catégorie | Dotation  | Surface         | Partenaire      | Finalistes                      | Score          |          |
| -- | ---------- | ---------------------- | --------- | --------- | --------------- | --------------- | ------------------------------- | -------------- | -------- |
| 1  | 30/10/2000 | Sparkassen Cup Leipzig | Tier II   | 535 000 $ | Moquette (int.) | Arantxa Sánchez | Kim Clijsters Laurence Courtois | 6-76, 7-5, 6-3 | Parcours |
| 2  | 12/02/2001 | Terazura Open Nice     | Tier II   | 565 000 $ | Moquette (int.) | Émilie Loit     | Kimberly Po Nathalie Tauziat    | 1-6, 6-2, 6-0  | Parcours |

### Finales en double dames
| No | Date       | Nom et lieu du tournoi         | Catégorie | Dotation    | Surface    | Vainqueures                     | Partenaire  | Score    |          |
| -- | ---------- | ------------------------------ | --------- | ----------- | ---------- | ------------------------------- | ----------- | -------- | -------- |
| 1  | 07/08/2000 | estyle.com Classic Los Angeles | Tier II   | 535 000 $   | Dur (ext.) | Els Callens Dominique Van Roost | Kimberly Po | 6-2, 7-5 | Parcours |
| 2  | 09/10/2000 | Swisscom Challenge Zurich      | Tier I    | 1 080 000 $ | Dur (int.) | Martina Hingis Anna Kournikova  | Kimberly Po | 6-3, 6-4 | Parcours |

## Parcours en Grand Chelem

### En simple dames
| Année | Open d'Australie | Open d'Australie   | Internationaux de France | Internationaux de France | Wimbledon       | Wimbledon            | US Open         | US Open              |
| ----- | ---------------- | ------------------ | ------------------------ | ------------------------ | --------------- | -------------------- | --------------- | -------------------- |
| 1996  | -                | -                  | 1er tour (1/64)          | Radka Zrubáková          | 2e tour (1/32)  | Kimiko Date          | 3e tour (1/16)  | Lindsay Davenport    |
| 1997  | 2e tour (1/32)   | Sandra Kleinová    | 1er tour (1/64)          | Larisa Neiland           | 1er tour (1/64) | Barbara Rittner      | 1er tour (1/64) | Alexia Dechaume      |
| 1998  | 3e tour (1/16)   | Conchita Martínez  | 2e tour (1/32)           | Virginia Ruano           | 1er tour (1/64) | Samantha Smith       | 1er tour (1/64) | Olga Barabanschikova |
| 1999  | 1er tour (1/64)  | Jana Novotná       | 1er tour (1/64)          | Silvija Talaja           | 1er tour (1/64) | Louise Latimer       | 2e tour (1/32)  | Venus Williams       |
| 2000  | 1er tour (1/64)  | Nadia Petrova      | 3e tour (1/16)           | Marta Marrero            | 3e tour (1/16)  | Tamarine Tanasugarn  | 1er tour (1/64) | Venus Williams       |
| 2001  | 1er tour (1/64)  | Miroslava Vavrinec | 1er tour (1/64)          | Conchita Martínez        | 1er tour (1/64) | Lina Krasnoroutskaïa | 1er tour (1/64) | Evelyn Fauth         |
| 2002  | -                | -                  | 2e tour (1/32)           | Rossana de los Ríos      | -               | -                    | -               | -                    |

À droite du résultat, l’ultime adversaire.

### En double dames
| Année | Open d'Australie              | Open d'Australie         | Internationaux de France     | Internationaux de France  | Wimbledon                    | Wimbledon                 | US Open                     | US Open                    |
| ----- | ----------------------------- | ------------------------ | ---------------------------- | ------------------------- | ---------------------------- | ------------------------- | --------------------------- | -------------------------- |
| 1996  | -                             | -                        | 2e tour (1/16) K. Quentrec   | Yayuk Basuki Caroline Vis | -                            | -                         | -                           | -                          |
| 1997  | 1er tour (1/32) Laura Golarsa | Erika de Lone Clare Wood | 1er tour (1/32) C. Morariu   | MJ Fernández Lisa Raymond | 1er tour (1/32) Mercedes Paz | A. Fusai Rita Grande      | 2e tour (1/16) Rika Hiraki  | N. Kijimuta Nana Miyagi    |
| 1998  | 1er tour (1/32) W. Probst     | R. Dragomir Iva Majoli   | 2e tour (1/16) M. Grzybowska | A. Fusai N. Tauziat       | 1er tour (1/32) Elena Wagner | V. Ruano Paola Suárez     | 3e tour (1/8) K. Kschwendt  | V. Ruano Paola Suárez      |
| 1999  | 2e tour (1/16) K. Boogert     | B. Schett P. Schnyder    | 1er tour (1/32) K. Boogert   | K. Hrdličková Tina Križan | 1/4 de finale K. Boogert     | Liezel Huber K. Srebotnik | 2e tour (1/16) Anke Huber   | Mary Pierce B. Schett      |
| 2000  | 2e tour (1/16) K. Habšudová   | J. Capriati Jelena Dokić | 3e tour (1/8) Kimberly Po    | Julie Halard Ai Sugiyama  | 2e tour (1/16) Kimberly Po   | M. de Swardt Navrátilová  | 3e tour (1/8) Kimberly Po   | Lisa Raymond Rennae Stubbs |
| 2001  | 2e tour (1/16) Els Callens    | S. Williams V. Williams  | 2e tour (1/16) Émilie Loit   | Anke Huber B. Schett      | 2e tour (1/16) Émilie Loit   | Jelena Dokić C. Martínez  | 1er tour (1/32) Émilie Loit | E. Dementieva J. Husárová  |

Sous le résultat, la partenaire ; à droite, l’ultime équipe adverse.

### En double mixte
| Année | Open d'Australie             | Open d'Australie           | Internationaux de France    | Internationaux de France | Wimbledon                    | Wimbledon               | US Open                     | US Open                     |
| ----- | ---------------------------- | -------------------------- | --------------------------- | ------------------------ | ---------------------------- | ----------------------- | --------------------------- | --------------------------- |
| 1997  | -                            | -                          | 1er tour (1/32) Lionel Roux | A. Dechaume J. Fleurian  | -                            | -                       | -                           | -                           |
| 1998  | -                            | -                          | 3e tour (1/8) S. Grosjean   | Caroline Vis J. de Jager | -                            | -                       | -                           | -                           |
| 1999  | -                            | -                          | 2e tour (1/16) A. Clément   | Ai Sugiyama M. Bhupathi  | -                            | -                       | 1er tour (1/16) O. Delaitre | L. Osterloh S. Humphries    |
| 2000  | -                            | -                          | 2e tour (1/16) A. Clément   | K. Boogert M. Woodforde  | -                            | -                       | 2e tour (1/8) A. Olhovskiy  | M. Hingis J. Gambill        |
| 2001  | 1er tour (1/16) S. Humphries | Alicia Molik Sandon Stolle | 2e tour (1/8) Rick Leach    | K. Habšudová David Rikl  | 1er tour (1/32) S. Humphries | Likhovtseva M. Bhupathi | 1/4 de finale Sandon Stolle | Rennae Stubbs T. Woodbridge |

Sous le résultat, le partenaire ; à droite, l’ultime équipe adverse.

## Parcours en Fed Cup
| #                                                              | Date       | Lieu  | Surface    | Gagnante(s)                       | Perdante(s)                    | Score    |          |
|                                                                |            |       |            |                                   |                                |          |          |
| 1997 - 1/4 de finale (groupe mondial) - Japon - France - 1 : 4 |            |       |            |                                   |                                |          |          |
| 1                                                              | 01/03/1997 | Tokyo | Dur (int.) | Alexandra Fusai Anne-Gaëlle Sidot | Naoko Kijimuta Kyoko Nagatsuka | 7-5, 6-4 | Parcours |

## Classements WTA en fin de saison

### En simple
| Année | 1994 | 1995 | 1996 | 1997 | 1998 | 1999 | 2000 | 2001 | 2002 |
| Rang  | 299  | 164  | 50   | 33   | 54   | 33   | 36   | 120  | 242  |

Source : (en) « Classements de Anne-Gaëlle Sidot », sur le site officiel du WTA Tour

### En double
| Année | 1994 | 1995 | 1996 | 1997 | 1998 | 1999 | 2000 | 2001 |
| Rang  | 750  | 548  | 102  | 116  | 62   | 31   | 24   | 47   |

Source : (en) « Classements de Anne-Gaëlle Sidot », sur le site officiel du WTA Tour